# إيغور بيتروفيتش
إيغور بيتروفيتش (18 مارس 1987 بكروشيفاتس في صربيا - ) هو لاعب كرة قدم صربي في مركز الدفاع. لعب مع ملادوست لوتشاني ونابريداك كروشيفاتس وFK Moravac Mrštane ‏.

## وصلات خارجية
- إيغور بيتروفيتش على موقع قاعدة بيانات كرة القدم.إي يو (الإنجليزية)
- إيغور بيتروفيتش على موقع Soccerway.com (الإنجليزية)